# AppWorks
AppWorks（簡稱之初加速器）是一家位於臺灣臺北市，以經營創業加速器為主，創業投資（範圍包括種子輪、A輪、B輪、C輪新創）為輔的公司，針對創業者與新創團隊，提供創業加速器、創業投資兩項主要服務。

## 歷史
AppWorks於2009年由林之晨創辦，並在2010年啟動創業加速器。創業加速器每半年一屆，招募30至40個新創團隊加入。
2016年創立AppWorks School，針對希望投身數位、網路與電商產業的工作者，提供為期16週免費、實作導向、與業界結合的培訓計畫。有軟體培訓營、校園培訓計畫、在職進修、企業代訓等服務，經營 iOS、Android、Front-End、Back-End、Data Engineering、Automation Test、System Design、Blockchain 等課程專班。課程專班已於2024年暫停，另外成立Aiworks。
2018年下半年開始，限定招募人工智慧與區塊鏈這兩個領域的團隊。
2020下半年開始，除了人工智慧與區塊鏈之外，另外加上招募佈局東南亞的團隊。
2021年開始與緯創資通合作，共同營運緯創垂直加速器。
2024年開始與印尼電信商Telkomsel合作，共同營運TINC垂直加速器。

## 發展現況
截至2025年上半年，由AppWorks加速器畢業，全體新創校友所建立的新創生態系統計：624家活躍新創、2,029位創業者、所有新創加總營業額163億美元、累積募資66億美元、整體總市值321億美元、創造27,204份工作機會。
AppWorks旗下管理的四檔創投基金，總規模累計為3.5億美元。其中，AppWorks Fund III的主要股東包括台灣大哥大、富邦人壽、國泰人壽、緯創資通、宏泰集團、群益金鼎證券以及國發基金等。

## 資料來源
1. ↑  蕭文康. . 蘋果日報.   [2019-01-29]. （原始内容存档于2019-09-19）.
2. ↑  郭芝榕. . 數位時代.   [2016-04-06]. （原始内容存档于2016-11-07）.
3. ↑  . 數位時代.
4. ↑  蕭文康. . 蘋果日報.   [2018-05-29]. （原始内容存档于2019-09-19）.
5. ↑  . 工商時報.
6. ↑  . Tech in Asia.
7. ↑  . Web3+.
8. ↑  . Meet創業小聚.
9. ↑  江明晏. . 中央社.   [2019-11-08]. （原始内容存档于2019-11-08）.

## 外部連結
- （英文）AppWorks（页面存档备份，存于）
- AppWorks School（页面存档备份，存于）
- （中文）台灣公司資料（页面存档备份，存于）
- AppWorks的Facebook專頁
- AppWorks的LinkedIn專頁（页面存档备份，存于）
- YouTube上的AppWorks頻道